# Isola Severnyj
L'isola Severnyj (in russo Се́верный о́стров?, ossia "isola settentrionale") è la maggiore delle due principali isole che compongono l'arcipelago di Novaja Zemlja, a nord della Russia. Si estende su un'area di 48.904 km² tra il mare di Barents (a ovest) e il mare di Kara (a est), rendendola la 30ª isola più grande del mondo. È separata dall'isola Južnyj per mezzo dello stretto di Matočkin.
Storicamente l'isola fu abitata dai Nenci, la maggior parte dei quali furono costretti ad abbandonarla durante gli anni cinquanta, quando Novaja Zemlja fu adoperata per svolgere test nucleari. Attualmente l'isola Severnyj conserva una base dell'Armata Rossa, situata a capo Želanija, e possiede un porto. L'isola è conosciuta anche per i suoi numerosi ghiacciai.

## Il poligono nucleare
Nel luglio 1954, l'arcipelago Novaja Zemlja venne designato come poligono per il test di ordigni nucleari e rimase attivo per buona parte della guerra fredda. Sull'isola di Severnyj venne individuata la "Zona C", Sukhoy Nos (73°07′N 54°00′E), che fu utilizzata dal 1958 al 1961 e fu sede nel 1961 della esplosione della bomba Zar, un ordigno nucleare da 50 megatoni, a oggi la più grande bomba mai fatta esplodere dall'uomo.
In occasione dell'esperimento nucleare, tutti gli edifici presenti sull'isola di Severnyj, realizzati in mattoni e legno, per quanto situati a 55 km di distanza dalla deflagrazione, vennero completamente distrutti.

## Isole adiacenti
Isole adiacenti a Severnyj a partire da nord in senso antiorario:
- Malye Oranskie (Малые Оранские, "isole piccole d'Orange"), 5 piccole isole vicine alla costa nord (77°00′10.89″N 67°45′19.56″E), la maggiore (a ovest) ha un'altezza di 32 m s.l.m.[1], una delle altre quattro piccole isolette è situata a nord dell'isola maggiore, le altre 3 sono discoste a est e ravvicinate fra di loro.
- Bol'šie Oranskie (Большие Оранские, "isole grandi d'Orange"), 2 isole a nord-ovest delle Malye Oranskie, a nord di capo Karlsena (мыс Карлсена), l'estrema punta settentrionale di Severnyj (77°01′20.88″N 67°58′18.8″E); l'isola occidentale ha un'altezza di 38 m, quella orientale, alta 23 m.[1], è il punto più settentrionale dell'arcipelago della Novaja Zemlja.
- Scogli Zubcy (камни Зубцы, "scogli dentati"), al largo, a nord dell'imboccatura della baia Maka (76°25′10.04″N 64°33′00.62″E)[2].
- Isole Gol'fstrim (Острова Гольфстрим), 2 isole al largo, a nord-ovest della baia Maka (76°21′16.16″N 63°20′00.37″E); hanno un'altezza di 2 e 5 m[2].
- Isola Babuškina (Остров Бабушкина, "isola della nonna"), si trova nel golfo di Čaev (залив Чаева), 76°13′53.34″N 62°58′34.97″E; è un'isola di forma triangolare, lunga circa 2,3 km[3], con un'altezza di 40 m[2][4].
- Isola Bogatyj (Остров Богатый, "isola ricca"), situata nel golfo Russkaja Gavan' (залив Русская Гавань), 76°13′14.5″N 62°34′21.47″E; isola di forma rotondeggiante con un'altezza di 42 m[4].
- Isole di Barents (Острова Баренца), 2 isole di forma allungata che si trovano parallele alla costa (76°16′42.49″N 61°14′55.61″E); l'isola occidentale è lunga circa 2,7 km[3] e ha un'altezza di 25 m, quella orientale è lunga 7,2 km[3] ed è alta 29 m[4].
- Scoglio di Kuročkin (Камень Курочкина), all'imboccatura del golfo di Borzov (залив Борзова), a est dell'isola di Pankrat'ev (76°08′21.62″N 60°45′20.76″E)[4].
- Isola di Pankrat'ev (Остров Панкратьева).
- Isole Južnye Krestovye (Острова Южные Крестовые, "isole crociate meridionali"), 2 isole.
- Isola Severnyj Krestovyj (Северный Крестовый, "croce settentrionale"), a ovest delle Južnye Krestovye (76°03′35.39″N 59°05′04.1″E); è una stretta striscia di terra lunga circa 3,7 km[3].
- Scogli Brat'ja Zander (Камни Братья Зандер, "scogli dei fratelli Zander"), a est dell'isola di Berch (75°56′35.34″N 59°29′20.06″E).
- Isole Gorbovy (Острова Горбовы), 8 isole.
- Isola di William (Остров Вильяма), a sud-ovest dell'isola di Berch (75°48′10.05″N 58°33′25.66″E); è alta 31 m[5].
- Isola di Borisov (Остров Борисова), piccola isola a ovest della penisola Krasny Partizan (полуостров Красных Партизан; "Partigiano rosso") e a nord del golfo di Mašigin (74°46′56.4″N 55°48′08.31″E); ha un'altezza di 6 m[6].

Nel golfo di Mašigin (губа Машигина):
- Isola Utës (Остров Утёс, "isola della rupe"), nella parte occidentale del golfo, vicino alla costa settentrionale (74°45′13.79″N 56°23′29.22″E); ha un'altezza di 28 m[7].
- Isole di Galachov (Острова Галахова), 2 isole nella baia Blaf'el' (бухта Блафьель) che si trova a est del golfo di Mašigin (74°39′25.59″N 56°44′05.18″E); la maggiore delle due è alta 107 m.
- Isole di Olaf (Острова Олафа), 2 piccole isolette nel golfo Nemak, nella parte meridionale del golfo di Mašigin (74°38′57.46″N 55°57′31.9″E).

Nel golfo Severnaja Sul'meneva (губа Северная Сульменева):
- Srednjaja Luda[9] (Средняя Луда, "luda mediana"), piccolo isolotto nel golfo Severnaja Sul'meneva (nella mappa si vedono due isolotti[8]).
- Scoglio Luda[9] (скала Луда), nella parte orientale del golfo, a est di Srednjaja Luda.
- Isola di Afanas'ev (Остров Афанасьева), piccola isola di forma allungata nella parte sud-occidentale del golfo (74°25′59.34″N 55°41′55.05″E).

- Scoglio Opasnyj (Опасный камень, "scoglio pericoloso"), situato tra il golfo Severnaja Sul'meneva e il golfo Krestovaja (74°15′47.38″N 55°06′46.49″E).

Nel golfo Krestovaja (губа Крестовая):
- Isola di Wrangel (Oblast' di Arcangelo) (Остров Врангеля, Архангельская область).
- Isola di Šel'bach (Остров Шельбаха).
- Isola di Ermolaev (Остров Ермолаева), situata nella parte orientale del golfo (76°06′46.94″N 55°38′32.35″E).
- Isola di Čevkunov (Остров Чевкунова), a est dell'isola di Ermolaev (74°06′41.19″N 55°43′42.57″E).
- Isola Medvedka (Остров Медведка), piccola isoletta a est dell'isola di Čevkunov (74°06′38.15″N 55°46′59.09″E).

Nel golfo Mitjušicha (губа Митюшиха):
- Isola Medved' (Остров Медведь, "isola orso"), piccola isoletta, alta 8 m[10], situata al centro del golfo, a sud-ovest di Gagačij (73°38′21.83″N 54°32′08.84″E).
- Isola Gagačij, golfo Mitjušicha (Остров Гагачий, Митюшиха), situata al centro del golfo (73°39′01.51″N 54°36′07.38″E), l'isola ha 54 m[10] di altezza, è lunga 1,5 km e larga 1 km[3].
- Isola Čajačij (Остров Чаячий, "isola del gabbiano"), piccola isola a nord-est di Gagačij, vicina alla costa settentrionale del golfo (73°40′38.15″N 54°40′26.93″E).
- Isole Tjulen'i, Oblast' di Arcangelo (Острова Тюленьи, Архангельская область; "isole della foca"), 2 piccole isole più un isolotto a est di Gagačij (73°40′10.36″N 54°46′52.55″E).

- Isola Mitjušev (Остров Митюшев).

Nello stretto di Matočkin:
- Scogli di Egorov (Камни Егорова), 2 isolotti all'estremità sud-occidentale di Severnyj (73°18′28.98″N 54°15′59.85″E).
- Scoglio Čërnyj (Чёрный Камень, "scoglio nero"), a sud degli scogli di Egorov, nello stretto di Matočkin, si trova più vicina alla costa di Južnyj (73°17′14.02″N 54°15′28.95″E).
- Isole di Hejglin (Острова Хейглина), 3 piccole isolette, al centro del golfo Beluš'ja (губа Белушья) che si affaccia sullo stretto di Matočkin (73°20′28.85″N 56°01′04.49″E).

- Isola Kekur (Оstrov Кекур, "isola faraglione"), piccolo isolotto a sud-est, vicino alla costa (73°18′35.72″N 56°55′27.43″E)
- Isola Cigan (Остров Циган), piccola isola nella baia Gol'covaja (губа Гольцовая) in fondo al golfo Neznaemyj (залив Незаемый), 73°51′22.18″N 56°43′55.29″E.
- Isola di Roginskij (Остров Рогинского), al largo della costa sud-orientale, a nord della foce del fiume Bajdarka (река Байдарка), 73°50′38.18″N 57°56′55.54″E; l'isola ha un'altezza di 41 m[11], a nord e a sud ci sono due isolotti senza nome.
- Isola di Šišmarëv (Остров Шишмарёва), a nord dell'isola di Roginskij e a sud del golfo Medvežij (залив Медвежий), 73°54′08.28″N 57°58′09.7″E; a sud dell'isola c'è un'altra isoletta.
- Isola Pjat' Pal'cev (Остров Пять Пальцев, "isola cinque dita"), piccola isoletta vicina alla costa, sul lato nord dell'ingresso al golfo Medvežij, a sud-est dell'isola Domašnij (73°57′54.03″N 58°07′13.52″E).

Nel golfo Chramčenko (залив Храмченко):
- Isola Domašnij, Oblast' di Arcangelo (Остров Домашний, Архангельская область; "isola di casa"), situata tra il golfo Medvežij e il golfo Chramčenko (a nord), 73°59′13.19″N 58°13′49.03″E. L'isola ha un'altezza di 29 m[12], al centro si trova un piccolo lago.
- Isola Gorn (Остров Горн, "isola fucina"), isola dalla forma irregolare, lunga 2,5 km[3], con un'altezza di 53 m[13] (74°03′12.73″N 58°19′44.99″E).
- Isola Bezvodnyj (Остров Безводный, "isola arida"), piccola isola a ovest di Gorn, tra quest'ultima e la costa (74°03′58.21″N 58°14′08.8″E).
- Isola Nenckij Kamen' (Остров Ненцкий Камень), a sud della penisola Krašeninnikova (полуостров Крашенинникова), al centro del golfo Neneckaja (залив Ненецкая), nella parte nord del golfo Chramčenko (74°05′45.67″N 58°23′38.58″E).
- Isola Vchodnoj (Остров Входной, "isola d'ingresso"), isola dalla forma rettangolare, lunga 800 m per 500 m di larghezza[13]; si trova a sud-ovest di capo Krašeninnikova, nel golfo Neneckaja (74°06′36.79″N 58°28′53.75″E).
- Isola Medvež'ja Gorka (Остров Медвежья Горка, "isola della collina dell'orso"), piccola isola a ovest della Vchodnoj (74°06′43.56″N 58°27′12.4″E).

- Isola di Kalitkin (Остров Калиткина), a nord della penisola Krašeninnikova, nella baia Basova (залив Басова) (74°08′28.36″N 58°25′53.3″E).
- Isola Bol'šaja Luda[9] (Большая Луда, "isola grande luda"), a est della penisola Čërnyj Kamen' (полуостров Чёрный Камень, "scoglio nero"), 74°12′07.31″N 58°42′00.44″E; è un'isoletta dalla forma allungata con accanto un isolotto a sud.
- Isola Bliznec (Остров Близнец, "isola gemella"), piccola isola vicino alla costa (74°14′48.1″N 58°44′55.33″E).

Nel golfo di Cywolka (залив Цивольки):
- Scoglio Luda-Bodisko[9] (Луда-Бодиско), a sud dell'isola di Cywolka, al largo, di fronte al golfo (74°17′24.756″N 59°02′31.344″E).
- Isola Luda-Nedostupnaja[9] (Луда-Недоступная, "luda inaccessibile"), a sud dell'isola di Cywolka (74°18′28.48″N 58°58′01.4″E), nella mappa appare come due piccoli isolotti vicini[13].
- Isola Kruglyj, mare di Kara (Оstrov Круглый, Карское море; "isola rotonda"), situata tra l'isola di Cywolka e la costa (74°19′52.66″N 58°47′37.24″E); l'isola è lunga circa 2,5 km e larga 1,7 km[3], con un'altezza di 81 m[13]; a nord-ovest c'è un piccolo lago e un altro al centro con un corso d'acqua.
- Isola Nizkij (Остров Низкий, "isola bassa"), piccola isola a nord-ovest di Kruglyj, fra quest'ultima e la costa (nella mappa sono visibili due isolette[13]), 74°20′35.038″N 58°43′51.06″E.
- Isola Bezymjannyj, golfo di Cywolka (Остров Безымянный, залив Цивольки; "isola senza nome"), l'isola, lunga circa 1,5 km[3], ha un'altezza di 30 m[13]; è situata di fronte al delta del fiume Ladygina (74°24′11.77″N 58°43′58.48″E).
- Isola Gorbatyj, golfo di Cywolka (Остров Горбатый, залив Цивольки; "isola gibbosa"); situata a nord di Bezymjannyj (74°25′30.81″N 58°41′35″E), è anch'essa vicina al delta del Ladygina. L'isola è larga 1,6 km nella parte sud-occidentale e si allunga in una penisola verso nord-est per una lunghezza totale di circa 2,8 km[3].
- Isola Pasynok (Остров Пасынок), piccola isola nella parte centrale del golfo, a nord di Gorbatyj (74°27′50″N 58°42′02.3″E).
- Isola di Cywolka o Civol'ka (Остров Цивольки), (74°21′28.8″N 59°01′49.8″E).
- Isola Ploskij, mare di Kara (Остров Плоский, Карское море; "isola piatta"), piccola isola con una lunga striscia di terra che si allunga verso nord, alta 25 m[13]; si trova a est dell'isola di Cywolka (74°21′29.38″N 59°13′23.43″E).
- Isola Kurgan (Оstrov Курган, "isola del colle"), piccola isola a nord dell'isola di Cywolka (74°24′26.06″N 59°05′56″E), alta 42 m[13].

Nel golfo di Og, o Haug (залив Ога):
- Isola di Pachtusov (Остров Пахтусова), (74°24′43.2″N 59°17′20.4″E).
- Scoglio Kamen'-Južnyj (скала Камень-Южный, "Scoglio roccia del sud"), tra il golfo di Cywolka e quello di Og, a est dell'isola di Pachtusov (74°23′00.312″N 59°30′16.919″E).
- Isola Glumjannoj (Остров Глумянной, "isola beffarda"), piccola isola circa 7 km[3] a nord-est dell'isola di Pachtusov (74°26′36.48″N 59°35′23.44″E).
- Isola Dvojnoj, mare di Kara (Остров Двойной, Карское море; "isola doppia"), isola dalla forma irregolare con due piccoli laghetti; è lunga circa 4 km e larga 1,3 km[3] e ha un'altezza di 31 m[13]. È situata a sud di Promyslovyj e della foce del fiume Širokaja (74°29′19.33″N 59°11′44.55″E).
- Isola Syroj (Остров Сырой, "isola umida"), piccola isola a est di Dvojnoj (74°29′02.14″N 59°18′27.48″E).
- Isola Promyslovyj (Остров Промысловый) (74°32′12.3″N 59°13′22.8″E).
- Isola Belen'kij (Остров Беленький), è la più meridionale delle tre isole a est di Promyslovyj che, disposte su una linea nord-sud assieme ad altri isolotti senza nome, delimitano lo stretto Vostočnyj. L'isola è lunga circa 1,6 km[3] ed è alta 49 m[13]; 74°30′59″N 59°19′56.47″E.
- Isola Lagernyj (Остров Лагерный, "isola dell'accampamento"), a nord di Belen'kij, una delle tre isole a est di Promyslovyj (74°32′10.95″N 59°20′43.43″E).
- Isola Šapka (Остров Шапка, "isola berretto"), a nord di Lagernyj, una delle tre isole a est di Promyslovyj (74°33′28.34″N 59°21′24.46″E).
- Isola Dal’nij (Остров Дальний, Карское море; "isola lontana"), piccola isola dalla forma allungata nella parte orientale del golfo di Og, a nord-est di Promyslovyj (74°35′08.62″N 59°28′35.57″E).

- Isola Kamen' (Остров Камень, "isola scoglio"), piccolo isolotto poco a nord del golfo Rusanova, a est della penisola di Matusevič (полуостров Матусевича)
- Isola Zelënyj, Oblast' di Arcangelo (Остров Зелёный, Архангельская область; "isola verde"), piccola isola con un'altezza di 15 m[14], a nord-est della penisola di Matusevič (75°06′33.85″N 61°04′12.91″E).
- Isola Norske (Остров Норске), piccola isola, alta 25 m[15], situata a sud-ovest di capo Edward (мыс Эдвард), a sud del golfo Vlas'eva (залив Власьева), 75°22′41.23″N 62°03′01.58″E.
- Isola Kamni (Оstrov Камни, "isola degli scogli"), piccolo isolotto al centro del golfo Blagopolučija (залив Благополучия), 75°38′16.2″N 63°40′23.97″E.
- Isola Čajka (Остров Чайка, "isola del gabbiano"), isolotto accanto alla costa di Severnyj, a nord della foce del fiume Bystraja (река Быстрая), 76°21′09.74″N 68°27′13.5″E.
- Isola Šlem (Остров Шлем, "isola casco"), isolotto a nord di Šlem, vicino a capo Ševčenko (мыс Шевченко), 76°22′31.91″N 68°28′19.01″E.
- Isola Gemskerk (Остров Гемскерк), isoletta di forma triangolare a nord di capo Konstantin (мыс Константин), 76°33′04.88″N 68°56′26″E.
- Isola di Loškin (Остров Лошкина), piccola isola dalla forma allungata a nord-ovest di capo Želanija (мыс Желания), 76°58′11.21″N 68°30′18.9″E.
- Malyj Bezymjannyj (Малый Безымянный, "piccola isola senza nome"), a nord di capo Serebrjannikova (мыс Серебрянникова), 76°58′14.55″N 68°19′51.03″E; l'isola è alta 12 m[1].
- Bol'šoj Bezymjannyj (Большой Безымянный, "isola grande senza nome"), a nord-ovest di Malyj Bezymjannyj (76°58′41.3″N 68°18′19.57″E).